# Finale mondiale de l'athlétisme 2006
Navigation
Édition précédente Édition suivante
La Finale mondiale de l'athlétisme 2006 s'est déroulée au Mercedes-Benz Arena de Stuttgart en Allemagne les 9 et 10 septembre 2006. Trente-six épreuves sont disputées (18 masculines et 18 féminines).

## Résultats

### Hommes
| Épreuves         | Or                                      | Argent                                   | Bronze                                          |
| ---------------- | --------------------------------------- | ---------------------------------------- | ----------------------------------------------- |
| 100 m            | Asafa Powell (JAM) 9 s 89               | Leonard Scott (USA) 9 s 91               | Tyson Gay (USA) 9 s 92                          |
| 200 m            | Tyson Gay (USA) 19 s 68                 | Wallace Spearmon (USA) 19 s 88           | Usain Bolt (JAM) 20 s 10                        |
| 400 m            | Jeremy Wariner (USA) 44 s 02            | Gary Kikaya (COD) 44 s 10                | LaShawn Merritt (USA) 44 s 14                   |
| 800 m            | Mbulaeni Mulaudzi (RSA) 1 min 46 s 99   | Bram Som (NED) 1 min 47 s 10             | Wilfred Bungei (KEN) 1 min 47 s 22              |
| 1500 m           | Alex Kipchirchir (KEN) 3 min 32 s 76    | Bernard Lagat (USA) 3 min 32 s 93        | Augustine Choge (KEN) 3 min 33 s 37             |
| 3000 m           | Tariku Bekele (ETH) 7 min 38 s 98       | Edwin Soi (KEN) 7 min 39 s 25            | Isaac Kiprono Songok (KEN) 7 min 39 s 50        |
| 5000 m           | Kenenisa Bekele (ETH) 13 min 48 s 62    | Edwin Soi (KEN) 13 min 49 s 45           | 13 min 49 s 66                                  |
| 3000 m steeple   | Paul Kipsiele Koech (KEN) 8 min 01 s 37 | Richard Mateelong (KEN) 8 min 08 s 62    | Bouabdellah Tahri (FRA) 8 min 10 s 86           |
| 110 m haies      | Liu Xiang (CHN) 12 s 93                 | Dayron Robles (CUB) 13 s 00              | Allen Johnson (USA) 13 s 01                     |
| 400 m haies      | Periklis Iakovakis (GRE) 47 s 92        | L.J. van Zyl (RSA) 48 s 08               | Bershawn Jackson (USA) 48 s 24                  |
| Saut en hauteur  | Linus Thörnblad (SWE) 2,33 m            | Andrey Silnov (RUS) 2,33 m               | Stefan Holm (SWE) Yaroslav Rybakov (RUS) 2,29 m |
| Saut à la perche | Paul Burgess (AUS) 5,82 m               | Toby Stevenson (USA) 5,82 m              | Tim Lobinger (GER) 5,82 m                       |
| Saut en longueur | Irving Saladino (PAN) 8,41 m            | Mohamed Salman Al-Khuwalidi (KSA) 8,34 m | Louis Tsatoumas (GRE) 8,29 m                    |
| Triple saut      | Yoandri Betanzos (CUB) 17,29 m          | Jadel Gregório (BRA) 17,12 m             | Walter Davis (USA) 16,98 m                      |
| Poids            | Reese Hoffa (USA) 21,05 m               | Christian Cantwell (USA) 20,94 m         | Rutger Smith (NED) 20,74 m                      |
| Disque           | Virgilijus Alekna (LTU) 68,63 m         | Gerd Kanter (EST) 68,47 m                | Aleksander Tammert (EST) 64,94 m                |
| Marteau          | Koji Murofushi (JPN) 81,42 m            | Ivan Tikhon (BLR) 81,12 m                | Krisztián Pars (HUN) 80,41 m                    |
| Javelot          | Andreas Thorkildsen (NOR) 89,50 m       | Tero Pitkämäki (FIN) 88,25 m             | Peter Esenwein (GER) 85,30 m                    |

### Femmes
| Épreuves         | Or                                     | Argent                                | Bronze                                   |
| ---------------- | -------------------------------------- | ------------------------------------- | ---------------------------------------- |
| 100 m            | Sherone Simpson (JAM) 10 s 89          | Torri Edwards (USA) 11 s 06           | Allyson Felix (USA) 11 s 07              |
| 200 m            | Allyson Felix (USA) 22 s 11            | Sanya Richards (USA) 22 s 17          | Sherone Simpson (JAM) 22 s 22            |
| 400 m            | Sanya Richards (USA) 49 s 25           | Novlene Williams (JAM) 50 s 36        | Shericka Williams (JAM) 50 s 44          |
| 800 m            | Zulia Calatayud (CUB) 1 min 59 s 02    | Janeth Jepkosgei (KEN) 1 min 59 s 10  | Hasna Benhassi (MAR) 1 min 59 s 44       |
| 1500 m           | Maryam Yusuf Jamal (BHR) 4 min 01 s 58 | Tatyana Tomashova (RUS) 4 min 03 s 26 | Yelena Soboleva (RUS) 4 min 03 s 49      |
| 3000 m           | Meseret Defar (ETH) 8 min 34 s 22      | Tirunesh Dibaba (ETH) 8 min 34 s 74   | Vivian Cheruiyot (KEN) 8 min 38 s 86     |
| 5000 m           | Tirunesh Dibaba (ETH) 16 min 04 s 77   | Meseret Defar (ETH) 16 min 04 s 78    | Isabella Ochichi (KEN) 16 min 07 s 39    |
| 3000 m steeple   | Alesia Turava (BLR) 9 min 27 s 08      | Jeruto Kiptum (KEN) 9 min 28 s 60     | Salome Chepchumba (KEN) 9 min 29 s 58    |
| 100 m haies      | Michelle Perry (USA) 12 s 52           | Damu Cherry (USA) 12 s 56             | Perdita Felicien (CAN) 12 s 58           |
| 400 m haies      | Lashinda Demus (USA) 53 s 42           | Tiffany Williams (USA) 54 s 22        | Tetiana Tereschuk-Antipova (UKR) 54 s 76 |
| Saut en hauteur  | Kajsa Bergqvist (SWE) 1,98 m           | Tia Hellebaut (BEL) 1,98 m            | Venelina Veneva (BUL) 1,98 m             |
| Saut à la perche | Yelena Isinbayeva (RUS) 4,75 m         | Monika Pyrek (POL) 4,65 m             | Jennifer Stuczynski (USA) 4,60 m         |
| Saut en longueur | Tatyana Lebedeva (RUS) 6,92 m          | Bronwyn Thompson (AUS) 6,77 m         | Rose Richmond (USA) 6,75 m               |
| Triple saut      | Tatyana Lebedeva (RUS) 14,82 m         | Hrysopiyi Devetzi (GRE) 14,67 m       | Yamilé Aldama (SUD) 14,67 m              |
| Poids            | Natallia Kharaneka (BLR) 19,81 m       | Valerie Vili (NZL) 19,64 m            | Nadzeya Astapchuk (BLR) 19,50 m          |
| Disque           | Franka Dietzsch (GER) 64,73 m          | Nicoleta Grasu (ROU) 62,32 m          | Anna Söderberg (SWE) 61,50 m             |
| Marteau          | Betty Heidler (GER) 75,44 m            | Kamila Skolimowska (POL) 73,33 m      | Yipsi Moreno (CUB) 71,85 m               |
| Javelot          | Barbora Špotáková (CZE) 66,21 m        | Steffi Nerius (GER) 65,06 m           | Christina Scherwin (DEN) 64,83 m         |